# Calpurnia (gênero)
Se procura a mulher de Júlio César, veja Calpurnia Pisonis.
Calpurnia é um género botânico pertencente à família Fabaceae.